# Каневский, Александр Исаакович
Александр Исаакович Каневский (род. 17 февраля 1948, Москва) — театральный режиссёр и педагог, художественный руководитель мастерской на факультете музыкального театра, доцент кафедры режиссуры и мастерства актёра музыкального театра.

## Профессиональная деятельность
В 1980—1985 гг. — главный режиссёр Красноярского ТЮЗа. Затем переехал в Москву, где до 1987 г. работал режиссёром-стажером ЦДТ.
С 1987 по 2001 гг. руководил актёрской мастерской Государственного Музыкального Училища им. Гнесиных.
С 1993—2002 гг. — главный режиссёр театра «Царицыно» в Москве.
В 2005—2008 гг. — главный режиссёр Челябинского ТЮЗа.
С 2009 года занимает должность руководителя актёрской мастерской на факультете музыкального театра ГИТИСа.
Каневский поставил более восьмидесяти спектаклей в России и за рубежом, участвовал в российских и международных театральных фестивалях.

## Награды
Отмечен рядом профессиональных наград:
- Премия Министерства культуры России за спектакль «Сирано и Бержерак» — Красноярский ТЮЗ;
- Премия акима (мэра) г. Астаны за лучший спектакль в году — Русский драматический театр имени М. Горького (г. Астана)
- Гран-при фестиваля «Подмосковные вечера» за спектакль «Марютка и поручик» — театр «ФЭСТ» (Московская область)